# Благословия
Благословия в религията е внасяне на святост, духовно изкупление или божествена воля.

## Етимология
Терминът вероятно произлиза от blessed (употребен 1225 г.), развило се от староанглийското Bloddy. Произлиза от други форми, като Blesian (ок 1000 г.), Blēdsian (преди 830 г.) и Blētsian (ок. 725 г.), със значението да се направи нещо свещено или свято чрез жертвен обичай в англосаксонския езически период, с произход от германското езичество; да се отбележи с кръв. Поради това терминът е свързан с кръв (blōd).

## Авраамически религии

### Християнство
Благословията е често изографисван жест в християнските икони. Палецът докосва безименния, показалецът, средният пръст и кутрето са вдигнати нагоре, но леко извити.
Събирането на палец, показалец и среден пръст в една точка за благословия има символичното значение на Светата троица – триединството. В католицизма така се благославя.
Счита се, че жестът е формиран от изписването на „Исус Христос“ с пръсти на гръцки, от времето, когато явното му споменаване е било ерес. Вдигнатият палец е „ι“ – йота. Свитият среден пръст формира буквата „ς“ – сигма. Преплитане на палец и безименен е „χ“ – хи. Свито кутре изписва „ς“ – сигма. Петте пръста „изписват“ 4 букви – „и“, „с“, „х“, „с“.
Иконописците налагат художествените си интерпретации и палецът се изобразява да докосва безименния, а показалецът и средният са еднакво прегънати.

#### Ръкополагане
В християнството и юдаизма има и друг жест, който се свързва с даването на благословия. Полагането на ръце е процедура, дадена чрез откровение от Господ, за извършване на много свещенически обреди като потвърждаване, ръкополагане, отделяне на членове за служба в призования, грижа за болните и даване на други свещенически благословии.

## Други употреби
Благословията може да бъде и искане за разрешение, тъй като „получаването на благословията на вашите родители“ се състои в получаване на съгласие, одобрение. В традицията на киргизците, когато се търси морална подкрепа преди пътуването или впускането в някаква дейност, благословията може да бъде добро пожелание от по-възрастен човек или от лицето с най-добра репутация. Процедурата може да е следа от предислямските местни номадски традиции с дълбоки семейни ценности. Понякога възрастните хора могат да дадат отрицателна благословия.
На Хаваите всичко ново (сграда, отсечка от пътя, градина) получава благословия от хавайски практикуващ (или Кахуна) на публична церемония. Такава практика има и в България.
Благословията е термин, използван за брак в Църквата на Съединението.
Духовенството обикновено получава благословия от своите църковни началници, за да започне своето служение. В Руската православна църква благочестивите миряни получат благословия от своя старейшина, преди да се заемат с някаква важна работа или да вземат важно решение в живота си. В Църквата на Исус Христос на светиите от последните дни, член може да получи специална благословия, известна като патриаршеска благословия, като напътствие. В САЩ понякога има ритуални церемонии за благословение на придружаващите животни. На испански език има благословия, която може да се използва като нежно сбогуване, особено от родител: Vaya con Dios („Отиди с Бога“), също Adiós („към Бога“), подобно на френското Adieu.